# 28 juillet 2001
Le samedi 28 juillet 2001 est le 209e jour de l'année 2001.

## Naissances
- Philip Tomasino, joueur de hockey sur glace canadien

## Décès
- Ahmed Sofa (né le 30 juin 1943), écrivain et penseur bangladais
- Baby LeRoy (né le 12 mai 1932), acteur américain
- Fūtarō Yamada (né le 4 janvier 1922), écrivain japonais
- Guy Hermier (né le 22 février 1940), personnalité politique française
- Joan Finney (née le 12 février 1925), personnalité politique américaine
- Li Ogg (né le 8 novembre 1928), historien sud-coréen

## Événements
- Découverte des astéroïdes (30564) Olomouc, (30575) 2001 OM101, (30578) 2001 OD105, (32527) 2001 OS104, (34707) 2001 OU86 et (34714) 2001 OB105
- 19e étape du Tour de France 2001
- Début du championnat d'Écosse de football 2001-2002
- Début de championnat d'Allemagne de football 2001-2002
- Fin du championnat d'Asie de basket-ball 2001
- Début du championnat de Géorgie de football 2001-2002
- Début de championnat de Moldavie de football 2001-2002
- Début de championnat de République tchèque de football 2001-2002
- Début de championnat du monde des clubs de la FIFA 2001
- Début de l'Open de Bâle 2001
- Début de Classic de San Diego 2001
- Sortie du film japonais Millennium Actress
- Visite officielle en Chine du secrétaire d'État américain Colin Powell.
- Investiture officielle du nouveau Président du Pérou, Alejandro Toledo, élu démocratiquement le 3 juin précédent.